# Fontenelle (Territoire de Belfort)
Fontenelle település Franciaországban, Territoire de Belfort megyében. Lakosainak száma 135 fő (2022. január 1.). Fontenelle Petit-Croix, Chèvremont, Novillard és Vézelois községekkel határos.

## Népesség
A település népességének változása:
| Lakosok száma | 157  | 140  | 134  | 127  | 124  | 122  | 127  | 131  | 135  |
|               | 2013 | 2015 | 2016 | 2017 | 2018 | 2019 | 2020 | 2021 | 2022 |